# 大碾集遗址
大碾集遗址，位于山东省成武县大田集镇。是中华人民共和国山东省省级文物保护单位之一。
2013年，列入第四批山东省文物保护单位，该文物保护单位是一座其他类型文物保护单位。